# Aeroportul Príncipe
Aeroportul Príncipe (IATA: PCP, ICAO: FPPR) este un aeroport din Príncipe Autonomous Region⁠(d), São Tomé și Príncipe ce deservește zona Provincia Príncipe, São Tomé și Príncipe. A fost numit după zona deservită.
Situat la o altitudine de 180 m, aeroportul dispune de o singură pistă.